# 5040 Рабінович
5040 Рабінович (5040 Rabinowitz) — астероїд головного поясу, відкритий 15 вересня 1972 року.
Тіссеранів параметр щодо Юпітера — 3,362.